# Alekséievka (Primórie)
|  | Per a altres significats, vegeu «Alekséievka (Khankaiski)». |

Alekséievka — Алексеевка (rus)— és un poble (possiólok) del krai de Primórie, a l'Extrem Orient de Rússia, que en el cens del 2010 tenia 365 habitants. Es troba al districte rural de Nadéjdinski.